# Ogród botaniczny Lwowskiego Narodowego Uniwersytetu Medycznego im. Daniela Halickiego
Ogród botaniczny Lwowskiego Narodowego Uniwersytetu Medycznego im. Daniela Halickiego – ogród botaniczny we Lwowie, przy ulicy Piekarskiej 52 i 73, w dzielnicy Łyczaków, w rejonie łyczakowskim. Do użytku publicznego ogród jest udostępniany po wcześniejszym zgłoszeniu.

## Historia
Ogród powstał z inicjatywy i pod kierunkiem profesora Tadeusza Wilczyńskiego, który w latach 1929-1930 stworzył na terenie należącym do Wydziału Lekarskiego Uniwersytetu Lwowskiego ogród ziół leczniczych. Zaangażowanie założyciela było tak duże, że od 1931 do 1964 mieszkał w pobliżu ogrodu, dbał i stale ulepszał oraz uzupełniał o nowe gatunki. Poza kolekcją ziół stworzył na sąsiednim terenie arboretum, cały obszar w 1964 został uznany za pomnik przyrody i jest objęty przepisami o ochronie środowiska.

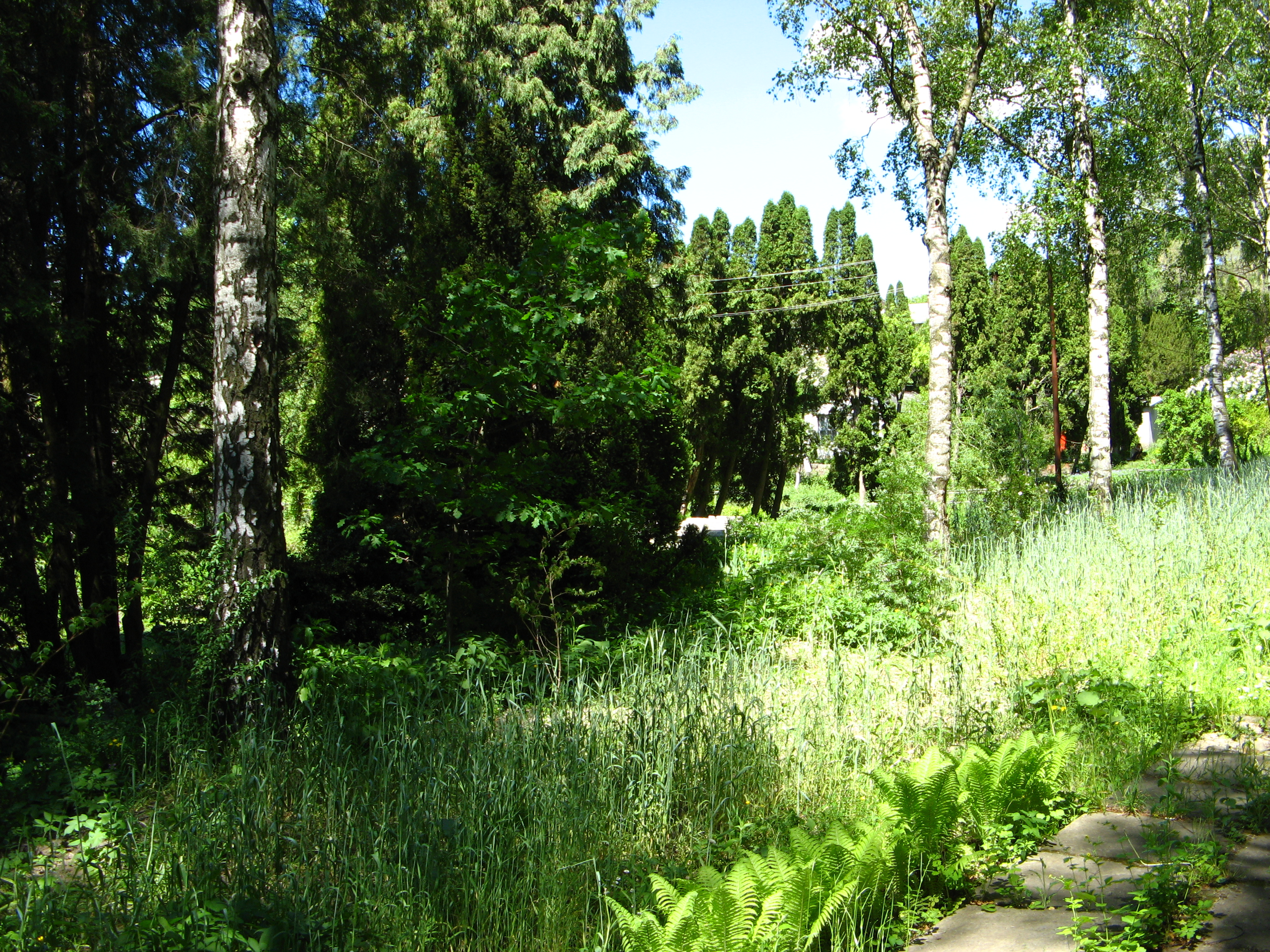
Kolekcja dendrologiczna na terenie ogrodu botanicznego

## Funkcja edukacyjna
Ogród  botaniczny zajmuje powierzchnię 1,5 ha, która znajduje się po obu stronach ulicy Piekarskiej. Główna część jest położona po nieparzystej stronie ulicy (nr. 73), mniejsza otacza starszy kampus (nr. 52). Rośnie w nim ok. 900 rodzajów roślin, 220 gatunków należących do 70 rodzin.
Na terenie ogrodu studenci wydziału farmaceutycznego odbywają zajęcia praktyczne, zapoznają się z ochroną środowiska oraz prowadzą badania dotyczące warunków naturalnych wzrostu ziół z uwzględnieniem miejsc występowania, ich wegetacji, zbiorów i sposobów pozyskiwania substancji wykorzystywanych w lecznictwie. Ponadto rośnie tu kolekcja drzew, krzewów, roślin zielnych oraz znajduje się oranżeria w której rosną rośliny egzotyczne i tropikalne.
W skład ogrodu wchodzą budynki gospodarcze, szklarnia, budynek edukacyjny z laboratorium, obszar obejmujący nasadzenia ziół leczniczych rodzimych i występujących w podobnej strefie geograficznej oraz teren z kolekcją drzew i krzewów posiadających właściwości lecznicze.